# Alpha Corvi
Alpha Corvi (α Crv / α Corvi) é uma estrela na constelação de Corvus. Ela tem o nome tradicional Alchiba (do árabe "barraca").
Alpha Corvi pertence à classe espectral F0 e tem magnitude aparente de 4,00. Está a cerca de 38 anos-luz da Terra. Suspeita-se que essa estrela seja uma binária espectroscópica, mas isso ainda não foi confirmado.